# Markus Winkelhock
Markus Winkelhock (Stuttgart-Bad Cannstatt, 13 juni 1980) is een Duits autocoureur. Hij is de zoon van de in 1985 verongelukte Formule 1-coureur Manfred Winkelhock. Zijn ooms Joachim Winkelhock en Thomas Winkelhock zijn eveneens coureur.
In het seizoen 2006/07 was hij testrijder bij het Spyker F1 team.
Na het ontslag van Christian Albers maakte Winkelhock op 22 juli 2007 zijn debuut als rijder voor Spyker in de Grote Prijs van Europa op de Nürburgring in Duitsland. Doordat Winkelhock na de formatieronde als enige deelnemer was gestart met regenbanden wist hij een gedeelte van de race op de eerste plaats te blijven. Hij kon zelfs vanuit de pole position starten bij de herstart van de race.
Dit was zijn enige race voor Spyker, omdat Spyker voor de resterende zeven races van het seizoen de voormalig Super Aguri rijder Sakon Yamamoto aannam als tweede rijder van het team. Dit betekent wel dat Markus Winkelhock het rare record heeft van in elke Formule 1-race waaraan de coureur heeft deelgenomen eens aan de leiding gestaan te hebben. 

## Formule 1-carrière
|                       | 2007 |
| --------------------- | ---- |
| Aantal races          | 1    |
| Aantal zeges          |      |
| Aantal pole-positions |      |
| Aantal podiumplaatsen |      |
| Aantal WK-punten      | 0    |
| Eindstand WK          | 26   |